# Glympis brunneigrisea
Glympis brunneigrisea är en fjärilsart som beskrevs av George Francis Hampson 1926. Glympis brunneigrisea ingår i släktet Glympis och familjen nattflyn. Inga underarter finns listade i Catalogue of Life.